# Grant (Contea di Rusk, Wisconsin)
Grant è un comune degli Stati Uniti, situato in Wisconsin, nella Contea di Rusk.